# Pierrelaye
Pierrelaye est une commune française située dans le département du Val-d'Oise, en région Île-de-France, faisant partie de la communauté d'agglomération Val Parisis.
Ses habitants s'appellent les Pierrelaysiens(enne).

## Géographie

### Description
Pierrelaye est une commune périurbaine située à 23 km au nord-ouest de Paris, à 5 km au sud-est de Pontoise.

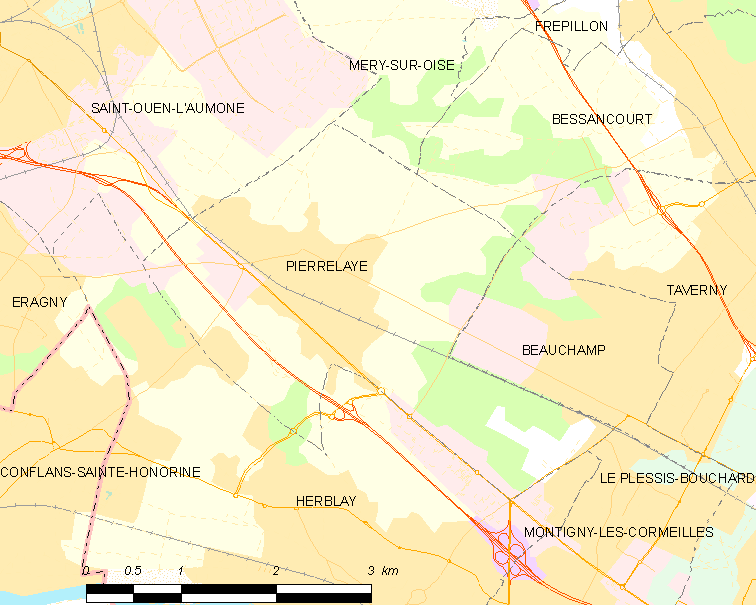
Carte de la commune.
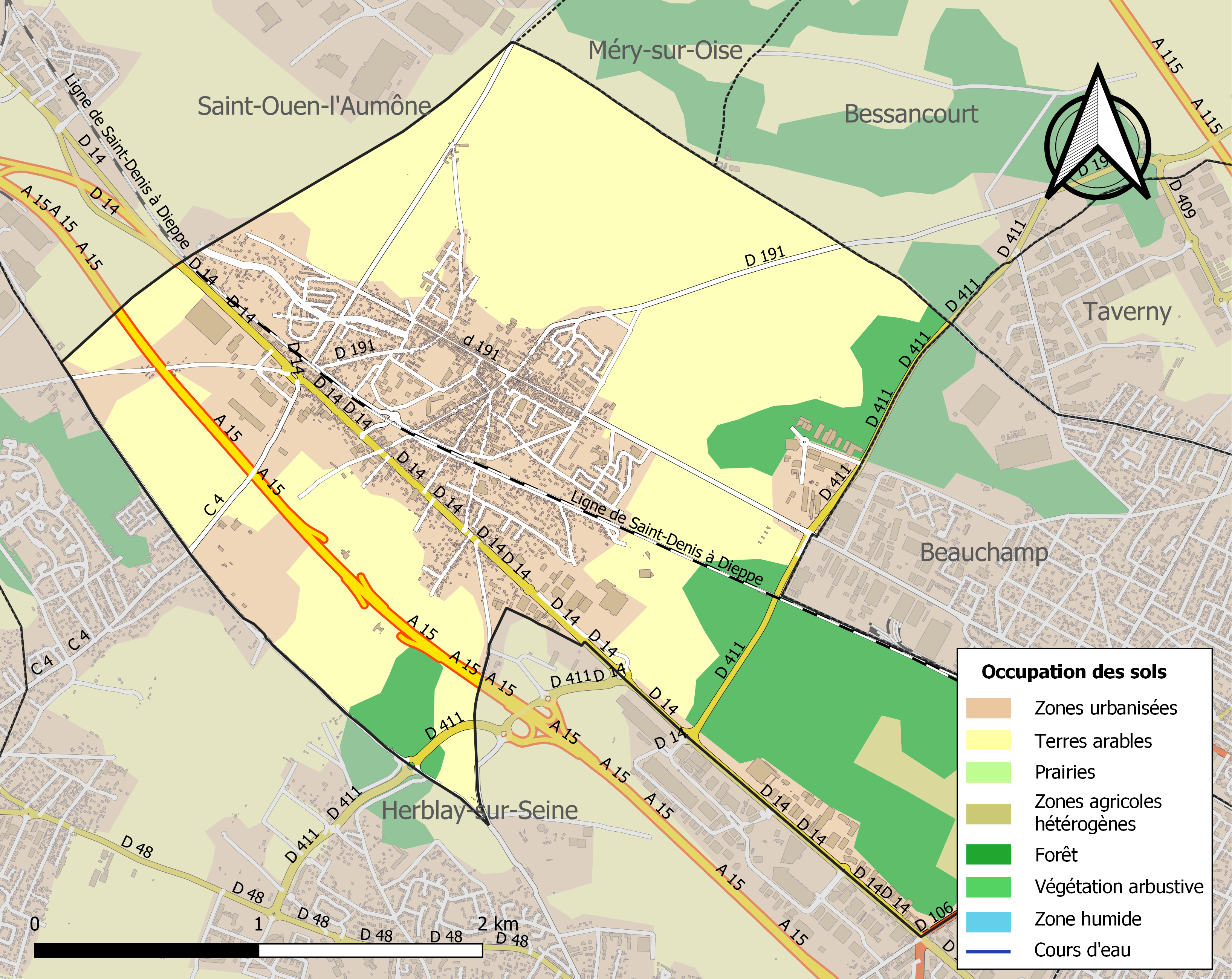
Occupation des sols

.Hydrologie
Le ru de Liesse prend sa source à Pierrelaye, qu'il traverse.

### Communes limitrophes
La commune est limitrophe de Saint-Ouen-l'Aumône, Méry-sur-Oise, Bessancourt, Beauchamp, Montigny-lès-Cormeilles et Herblay-sur-Seine.
| Saint-Ouen-l'Aumône | Méry-sur-Oise     | Bessancourt             |
|                     | Pierrelaye        | Beauchamp               |
|                     | Herblay-sur-Seine | Montigny-lès-Cormeilles |

### Climat
Pour des articles plus généraux, voir Climat de l'Île-de-France et Climat du Val-d'Oise.
En 2010, le climat de la commune est de type climat océanique dégradé des plaines du Centre et du Nord, selon une étude du CNRS s'appuyant sur une série de données couvrant la période 1971-2000. En 2020, Météo-France publie une typologie des climats de la France métropolitaine dans laquelle la commune est dans une zone de transition entre le climat océanique et le climat océanique altéré et est dans la région climatique Sud-ouest du bassin Parisien, caractérisée par une faible pluviométrie, notamment au printemps (120 à 150 mm) et un hiver froid (3,5 °C).
Pour la période 1971-2000, la température annuelle moyenne est de 11,7 °C, avec une amplitude thermique annuelle de 15,1 °C. Le cumul annuel moyen de précipitations est de 659 mm, avec 10 jours de précipitations en janvier et 7,7 jours en juillet. Pour la période 1991-2020, la température moyenne annuelle observée sur la station météorologique la plus proche, située sur la commune de Pontoise à 5 km à vol d'oiseau, est de 12,5 °C et le cumul annuel moyen de précipitations est de 666,7 mm,. Pour l'avenir, les paramètres climatiques de la commune estimés pour 2050 selon différents scénarios d'émission de gaz à effet de serre sont consultables sur un site dédié publié par Météo-France en novembre 2022.
| Mois                                  | jan.             | fév.             | mars          | avril         | mai           | juin           | jui.         | août           | sep.        | oct.            | nov.           | déc.             | année      |
| ------------------------------------- | ---------------- | ---------------- | ------------- | ------------- | ------------- | -------------- | ------------ | -------------- | ----------- | --------------- | -------------- | ---------------- | ---------- |
| Température minimale moyenne (°C)     | 2,7              | 2,6              | 4,5           | 6,4           | 9,8           | 13             | 14,9         | 14,7           | 11,7        | 9,1             | 5,6            | 3,3              | 8,2        |
| Température moyenne (°C)              | 5,3              | 5,8              | 8,8           | 11,7          | 15,2          | 18,4           | 20,5         | 20,4           | 16,9        | 13              | 8,5            | 5,7              | 12,5       |
| Température maximale moyenne (°C)     | 7,8              | 9,1              | 13,1          | 16,9          | 20,5          | 23,8           | 26,1         | 26,2           | 22,2        | 17              | 11,5           | 8,2              | 16,9       |
| Record de froid (°C) date du record   | −12,5 01.01.1997 | −12,3 07.02.1991 | −8,1 01.03.05 | −2,4 08.04.03 | −0,5 06.05.19 | 1,8 05.06.1991 | 6 04.07.1990 | 5,6 26.08.1993 | 0 30.09.18  | −3,6 30.10.1997 | −10 24.11.1998 | −10,4 29.12.1996 | −12,5 1997 |
| Record de chaleur (°C) date du record | 16,7 18.01.07    | 21,5 27.02.19    | 25,8 16.03.12 | 29,8 29.04.10 | 32,9 27.05.05 | 39,7 27.06.11  | 40 01.07.15  | 40 09.08.20    | 36 15.09.20 | 31,1 01.10.11   | 22 08.11.15    | 17,5 17.12.15    | 40 2020    |
| Précipitations (mm)                   | 57,9             | 52,1             | 49,4          | 45,4          | 62,2          | 53,5           | 49           | 52,9           | 46,3        | 63,9            | 59             | 75,1             | 666,7      |

## Urbanisme
Le cœur de l'ancien village se concentre au sud de la chaussée Jules-César, dans l'actuelle rue Victor-Hugo située entre la rue Léon-Pelouse et la place de la Croix.
Au nord, le château du XVIIIe siècle donne sur un vaste parc.

### Typologie
Au 1er janvier 2024, Pierrelaye est catégorisée grand centre urbain, selon la nouvelle grille communale de densité à sept niveaux définie par l'Insee en 2022.
Elle appartient à l'unité urbaine de Paris, une agglomération inter-départementale regroupant 407  communes, dont elle est une commune de la banlieue,,. Par ailleurs la commune fait partie de l'aire d'attraction de Paris, dont elle est une commune du pôle principal,. Cette aire regroupe 1 929 communes,.

## Voies de communication et transports
L'A15 en direction de Cergy, débutant à Gennevilliers par la jonction de deux bretelles de l'A86, dessert Pierrelaye par la sortie numéro 5.5 et 6.
La ville est traversée par deux routes départementales :
- La D 191, qui traverse la ville suivant un axe nord-sud en passant sur une section la rue Victor Hugo et terminant sur la D 14 (ancienne route nationale 14 )
- La D 14 (ancienne route nationale 14), en provenance de Paris (Porte de Clignanourt) et terminant sur l'Epte (Passage à la RD 6014), qui traverse la ville suivant un axe est-ouest par l'Avenue du Général Leclerc.

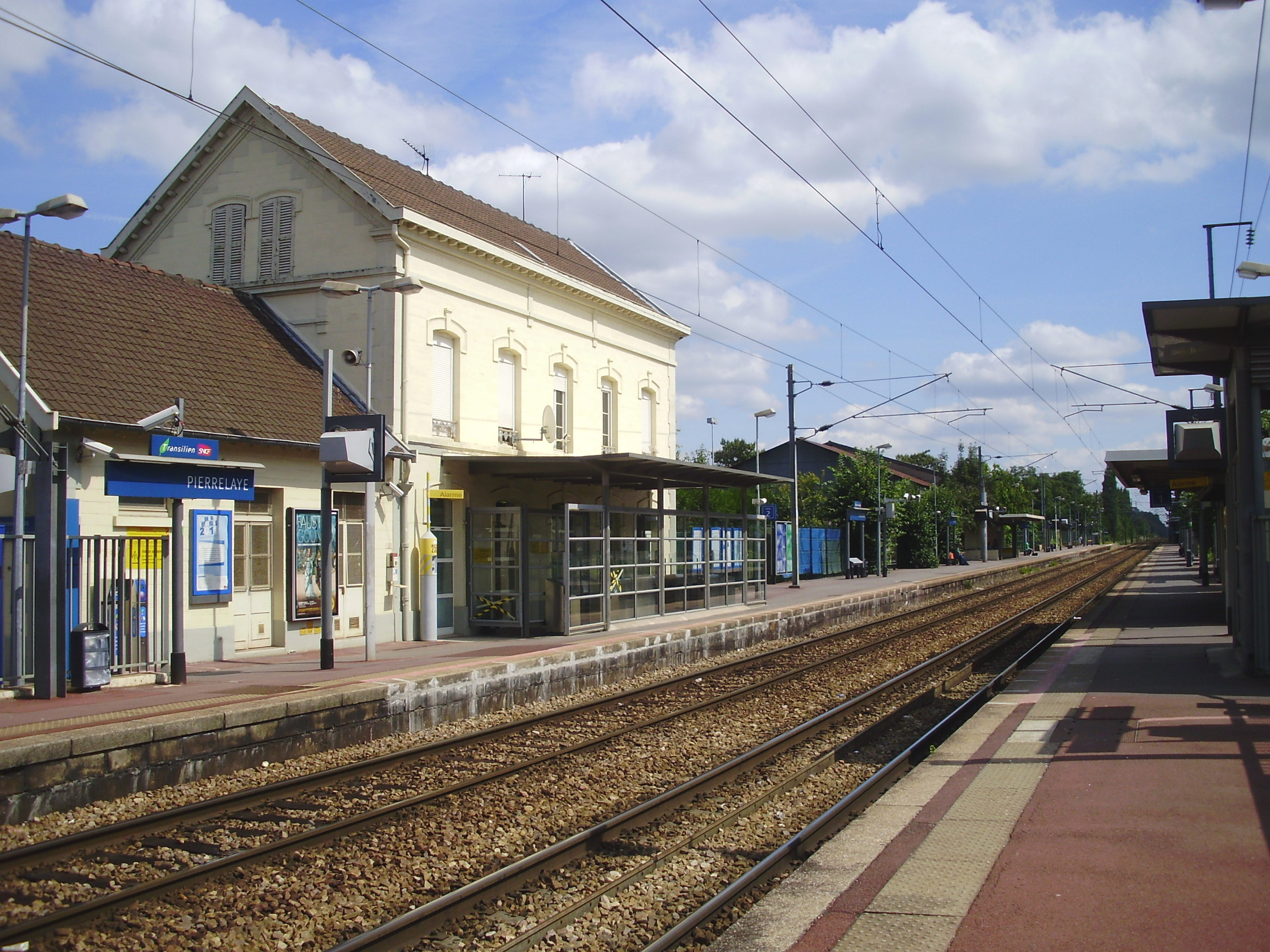
La Gare de Pierrelaye

La commune est desservie par la gare de Pierrelaye, sur la ligne H du Transilien et sur la ligne C du RER reliant Paris à la gare de Pontoise.
Les lignes de bus suivantes desservent Pierrelaye :
- ligne 95-19 : Gare de Cergy-Préfecture RER - Gare d'Argenteuil;
- ligne 95-20 : Gare de Cergy-Préfecture RER - Val d'Argenteuil;
- ligne 30-28 : Gare de Pierrelaye - Lycée Edmond Rostand (Saint-Ouen-L'Aumône) ;
- Noctilien 150 (Nuit) : Cergy-le-Haut RER - Gare Saint-Lazare

Depuis 2013, la ville est également dotée d'un réseau de navette gratuit, Le Pass'Navette, qui permet une meilleure mobilité au sein de la ville.

## Toponymie
Le nom de la localité est attesté sous les formes latinisées [apud] petram latam en 1125 (Saint-Denis) et Petra lata en 1205 et française Pierre-laie en 1754.
En langue d'oïl, le syntagme composé des termes pierre et lée (mot issu du latin lata qui signifie « large ») désigne habituellement un dolmen.
Homonymie avec Pierrelaye (SAÔNE-ET-LOIRE, Oyé, Petra Lata 1206), Pierrelaye (EURE, Le Neubourg), etc. et les nombreux Peyrelade (Peirelado / Peirelada) de langue d'oc. cf. château de Peyrelade (Aveyron).

## Histoire

### Préhistoire
En 2002, des fouilles mettent au jour des éléments datables de la fin de la Tène.

### Antiquité
Le village s'implante sur la voie romaine dite chaussée Jules César, qui relie Lutèce à la Manche. Le long de cette voie, on trouve des monnaies romaines en 1879 et de grandes bornes gravées en forme d'obélisques en 1882.
En 1901, les travaux de creusement du drain de Liesse exhument les vestiges d'une nécropole gauloise de la culture de La Tène. Les tombes contiennent, entre autres, des parures en bronze : torques, colliers, bracelets, fibules.

### Moyen Âge
D'après l'abbé Lebeuf, Pierrelaye s'appelait autrefois Alateum. Ce domaine avait été donné par Dagobert Ier à la basilique Saint-Denis en 630. Avant, il avait été donné à Laudégisile (ou Lanthegisile), le frère de Nanthilde, par le roi Dagobert.
Cependant, aucune trace de l'antiquité tardive ni de l'époque carolingienne n'a été découverte.
À l'époque féodale, le fief appartient aux religieux de l'abbaye de Saint-Denis. Dès 1125, Mathieu le Bel rend hommage à l'abbaye. Au XIIIe siècle, plusieurs seigneurs portant le nom de Petra lata sont vassaux de Saint-Denis ou de la Maison de Montmorency.
L'église paroissiale Saint-Jean-Baptiste est construite au XIIIe siècle.

### Temps modernes
Composé exclusivement de plusieurs variétés de sables, le sol ne produit que du seigle et du bouleau. Les habitants se spécialisent dans la fabrication de  balais. Bien qu'une grande partie du territoire soit stérile, quelques vignes croissent à la limite de Saint-Ouen-l'Aumône. En 1750, l'abbé Lebeuf qualifie les terres de « pauvres et couvertes de bois ».
Au XVIIe siècle, l'ouverture de la route royale de Paris à Rouen, future RN 14, entraîne la création d'une petite agglomération au lieudit la Patte d'Oie d'Herblay. Pierrelaye se trouve à l'écart de cette voie et le demeurera pendant deux siècles. Jusqu'aux grands défrichements du XVIIIe siècle, son territoire reste en grande partie boisé. On pratique l’élevage de moutons. Sous Louis XIV, la paroisse compte 320 habitants. En 1733, elle recrute son premier maître d’école. Un moulin à vent se dresse près de l'angle de la rue d'Herblay et de l'avenue du Général-Leclerc.

### Époque contemporaine
Essentiellement consacrée à la culture maraîchère, la commune connaît un désenclavement au XIXe siècle avec l'arrivée du chemin de fer qui relie Paris à la frontière belge. La ligne est achevée en 1846 mais la gare de Pierrelaye n'est ouverte qu’en 1881 : certains habitants assurant les transports redoutent la concurrence de ce nouveau moyen de locomotion et, pour éviter de perdre leur clientèle, arrachent de nuit les traverses posées la veille…
En 1848, l'actuelle rue Georges-Boucher relie le bourg à la route royale. L'ouverture de la gare favorise le développement agricole, les cultivateurs pouvant désormais expédier rapidement leur production vers Paris.
L'hôtel-de-ville est construit en 1901, le groupe scolaire Jean-Nicolas Leveau en 1934.
En 1960, la SA HLM Le Foyer pour Tous réalise un programme de 140 logements sociaux répartis place de la Gare et dans le quartier des Petits-Bois. Suivent, en 1972, la construction de 380 logements au Clos Saint Pierre et le lotissement en pavillons de terrains non irrigables. L'urbanisation se poursuit dans les années 1980, avec des équipements comme la protection maternelle et infantile (PMI), de nouvelles écoles et une salle polyvalente.
Dans les années 1990, la ville subie une énorme extension grâce à la construction d'un quartier d'une superficie de 6 000 m2 incluant 67 logements au Drain qui longe des deux côtés la Ru de Liesse  et la création du Parc des Six Arpents incluant avec celui-ci une résidence de 33 logements sociaux locatifs et d'une maison de retraite (Résidence Les Lys) en face de celui-ci.
En 2018, est inauguré une partie du quartier du Bocquet, qui permet à nouveau une extension de la ville sur 6 000 m2 avec la création de 185 logements et d'un groupe scolaire (Louise-Michel).
Le schéma directeur d'aménagement et d'urbanisme (SDAU) de la ville nouvelle de Cergy-Pontoise limite le développement de Pierrelaye, considéré comme un réservoir de terres agricoles et d’espaces verts.
Pendant un siècle, la plaine de Pierrelaye-Bessancourt où se concentrent les cultures maraîchères est amendée par épandage des eaux usées de Paris puis du SIAAP. En 2018, le site est déclaré « multi-pollué »,. Une forêt de 1 350 hectares plantée d'un million d'arbres, s'étendant sur les communes voisines, devrait être créée d'ici à 2050.
À compter des années 1980, une vaste zone d'activité commerciale se crée à la Patte d'Oie d'Herblay le long de l'ex-RN 14 (actuelle RD 14), en partie sur le territoire de la commune. L'urbanisation se poursuit en centre-ville et le long de la route de Bessancourt, accompagnée de nouveaux équipements collectifs (crèche et halte-garderie ; écoles ; bibliothèque ; centre de loisirs ; gymnase ; parc des sports ; tennis couverts ; salles municipales ; extension des services techniques...).

## Politique et administration

### Rattachements administratifs et électoraux
Antérieurement à la loi du 10 juillet 1964, la commune fait partie du département de Seine-et-Oise. Depuis la réorganisation de la région parisienne en 1964, elle appartient au Val-d'Oise et, après un transfert administratif effectif au 1er janvier 1968, à l'arrondissement de Pontoise.
Pour l'élection des députés, elle est rattachée à la troisième circonscription du Val-d'Oise.
De 1806 à 1967, elle fait partie du canton de Pontoise. À la création du Val-d'Oise, elle est rattachée en 1967 au canton de Saint-Ouen-l'Aumône puis, en 1976, à celui de Beauchamp. Dans le cadre du redécoupage cantonal de 2014, elle intègre le canton de Taverny.
Elle ressort du tribunal d'instance de Montmorency, du tribunal judiciaire et du tribunal de commerce de Pontoise,.

### Intercommunalité
Pierrelaye a été membre de la communauté d'agglomération du Parisis, un établissement public de coopération intercommunale (EPCI) à fiscalité propre créé fin 2005 auquel elle avait transféré un certain nombre de ses compétences, dans les conditions déterminées par le code général des collectivités territoriales.
Dans le cadre de la mise en œuvre de la loi MAPAM du 27 janvier 2014, qui prévoit la généralisation de l'intercommunalité à l'ensemble des communes et la création d'intercommunalités de taille importante en seconde couronne afin de pouvoir dialoguier avec la métropole du Grand Paris créée par cette même loi, cette intercommunalité fusionne avec ses voisines pour former, le 1er janvier 2016, la communauté d'agglomération Val Parisis.
En 2014, la communauté d'agglomération Val Parisis et les communes de Méry-sur-Oise et de Saint-Ouen-l'Aumône s'associent, au sein du Syndicat mixte pour l'aménagement de la plaine de Pierrelaye - Bessancourt, afin de créer une forêt plantée de variétés particulières d'arbres (hêtre, chêne…) capables d'absorber le dioxyde de carbone de la plaine maraîchère polluée. À raison de 100 hectares par an, le projet pourrait s'achever en  2050.

### Tendances politiques
Lors du premier tour des élections municipales de 2014 dans le Val-d'Oise, la liste PS-PCF-EELV menée par le maire sortant Michel Vallade remporte la majorité absolue des suffrages exprimés, avec 1 523 voix (59,09 %, 24 conseillers municipaux élus dont 3 communautaires), devançant très largement les listes menées respectivement par :
- Éric Bosc (UMP, 821 voix, 31,85 %, 4 conseillers municipaux élus dont 1 communautaire) ;
- Jocelyne Binet (DVD, 233 voix, 9,04 %, 1 conseiller municipal élu).

Lors de ce scrutin, 45,49 % des électeurs se sont abstenus. 
Lors du premier tour des élections municipales de 2020 dans le Val-d'Oise, la liste d'union de la gauche menée par le maire sortant Michel Vallade remporte la majorité absolue des suffrages exprimés, avec 1 298 voix (64,9 %, 24 conseillers municipaux élus dont 2 communautaires), battant très largement la liste DVD menée par Éric Bosc (LR - Union de la droite, 702 voix, 35,10 %, 5 conseillers municipaux élus dont 1 communautaire).
Lors de ce scrutin marqué par la pandémie de Covid-19 en France, 61,02 % des électeurs se sont abstenus,.

### Liste des maires
| Période                                  | Période   | Identité                                  | Étiquette | Qualité |
| ---------------------------------------- | --------- | ----------------------------------------- | --------- | --- |
| Les données manquantes sont à compléter. |           |                                           |           | |
| 1790                                     | 1792      | Jean François Nicolas Magon du Boisgarin, |           | |
| 1792                                     | 1793      | Ambroise Macaire                          |           | |
| 1793                                     | 1794      | Jean-Louis Calle                          |           | |
| 1794                                     | 1795      | Ambroise Macaire                          |           | |
| 1795                                     | 1796      | Jacques Butte                             |           | |
| 1796                                     | 1797      | Jean-Charles Cousin                       |           | |
| 1797                                     | 1802      | Claude Fleuret                            |           | |
| 1802                                     | 1808      | Guillaume de Cambefort                    |           | |
| 1808                                     | 1816      | Clément Leveau                            |           | |
| 1816                                     | 1821      | Guillaume de Cambefort                    |           | |
| 1821                                     | 1823      | Jean-Baptiste Melon de Pradou             |           | |
| 1823                                     | 1829      | Guillaume de Cambefort                    |           | |
| 1829                                     | 1830      | Hippolyte Gas                             |           | |
| 1830                                     | 1834      | Jean-Anne Butte                           |           | |
| 1834                                     | 1837      | François Martel                           |           | |
| 1837                                     | 1838      | Clément Osselet                           |           | |
| 1838                                     | 1845      | Jean Etienne Guillard                     |           | |
| 1845                                     | 1850      | Napoléon Butte                            |           | |
| 1850                                     | 1860      | Pierre Auguste Guillard                   |           | |
| 1860                                     | 1868      | Jean Legrand                              |           | |
| 1868                                     | 1876      | Casimir Maiffredy                         |           | |
| 1876                                     | 1877      | Henri Boucher                             |           | |
| 1877                                     | 1884      | Félix Leveau                              |           | |
| 1884                                     | ?         | Jean Nicolas Leveau                       |           | |
|                                          |           |                                           |           | |
| 1904                                     | 1913      | Ernest Butte                              |           | |
| 1913                                     | 1915      | Georges Boucher,                          |           | |
| 1915                                     | 1925      | Gustave Leveau                            |           | Président du conseil municipal jusqu'en 1919 |
| 1925                                     | 1931      | Eugène Bourguignon                        |           | |
| 1931                                     | 1937      | Jean Nicolas Victor Leveau                |           | |
| 1937                                     | 1944      | Émile Courteville                         |           | |
| 1944                                     | mars 1965 | Aimé Viennet                              |           | |
| mars 1965                                | mars 1977 | Stéphane Legros                           | RI        | |
| mars 1977                                | En cours  | Michel Vallade                            | PCF       | Reporteur photo-offset retraité Vice-président de la CA du Parisis (2014 → 2015) Vice-président de la CA Val Parisis (2015 → ) Réélu pour le mandat 2020-2026, |

## Équipements et services publics

### Enseignement
En 2018, le groupe scolaire Louise-Michel comportant 11 classes ouvre pour faire face à la croissance du quartier du Bocquet,.
À la rentrée scolaire 2019-2020, une extension du collège du Petit-Bois permet d'accueillir 450 élèves du second degré.

#### Collège
- Collège Le Petit-Bois

#### École
- Louise-Michel
- Marie-Curie
- Pierre-Curie

### Santé
En 2018, la commune accueille quatre médecins dont trois approchent de la retraite. La municipalité sollicite de l'Agence régionale de santé (ARS) un classement en zone prioritaire qui favoriserait l'installation de professionnels de santé. Mais il est refusé et les élus redoutent un désert médical,.

## Population et société

### Démographie
L'évolution du nombre d'habitants est connue à travers les recensements de la population effectués dans la commune depuis 1793. Pour les communes de moins de 10 000 habitants, une enquête de recensement portant sur toute la population est réalisée tous les cinq ans, les populations de référence des années intermédiaires étant quant à elles estimées par interpolation ou extrapolation. Pour la commune, le premier recensement exhaustif entrant dans le cadre du nouveau dispositif a été réalisé en 2004.

En 2022, la commune comptait 10 230 habitants, en évolution de +25,24 % par rapport à 2016 (Val-d'Oise : +4 %, France hors Mayotte : +2,11 %).
| 1793 | 1800 | 1806 | 1821 | 1831 | 1836 | 1841 | 1846 | 1851 |
| ---- | ---- | ---- | ---- | ---- | ---- | ---- | ---- | ---- |
| 637  | 652  | 714  | 773  | 890  | 896  | 924  | 947  | 946  |

| 1856  | 1861 | 1866 | 1872 | 1876 | 1881  | 1886  | 1891  | 1896  |
| ----- | ---- | ---- | ---- | ---- | ----- | ----- | ----- | ----- |
| 1 000 | 966  | 975  | 959  | 987  | 1 029 | 1 143 | 1 110 | 1 178 |

| 1901  | 1906  | 1911  | 1921  | 1926  | 1931  | 1936  | 1946  | 1954  |
| ----- | ----- | ----- | ----- | ----- | ----- | ----- | ----- | ----- |
| 1 436 | 1 711 | 1 915 | 2 168 | 2 274 | 2 604 | 2 798 | 2 762 | 3 047 |

| 1962  | 1968  | 1975  | 1982  | 1990  | 1999  | 2004  | 2006  | 2009  |
| ----- | ----- | ----- | ----- | ----- | ----- | ----- | ----- | ----- |
| 3 890 | 4 606 | 5 586 | 5 548 | 6 251 | 6 923 | 7 224 | 7 322 | 7 920 |

| 2014  | 2019  | 2022   | - | - | - | - | - | - |
| ----- | ----- | ------ | - | - | - | - | - | - |
| 8 155 | 9 423 | 10 230 | - | - | - | - | - | - |

## Culture locale et patrimoine

### Lieux et monuments

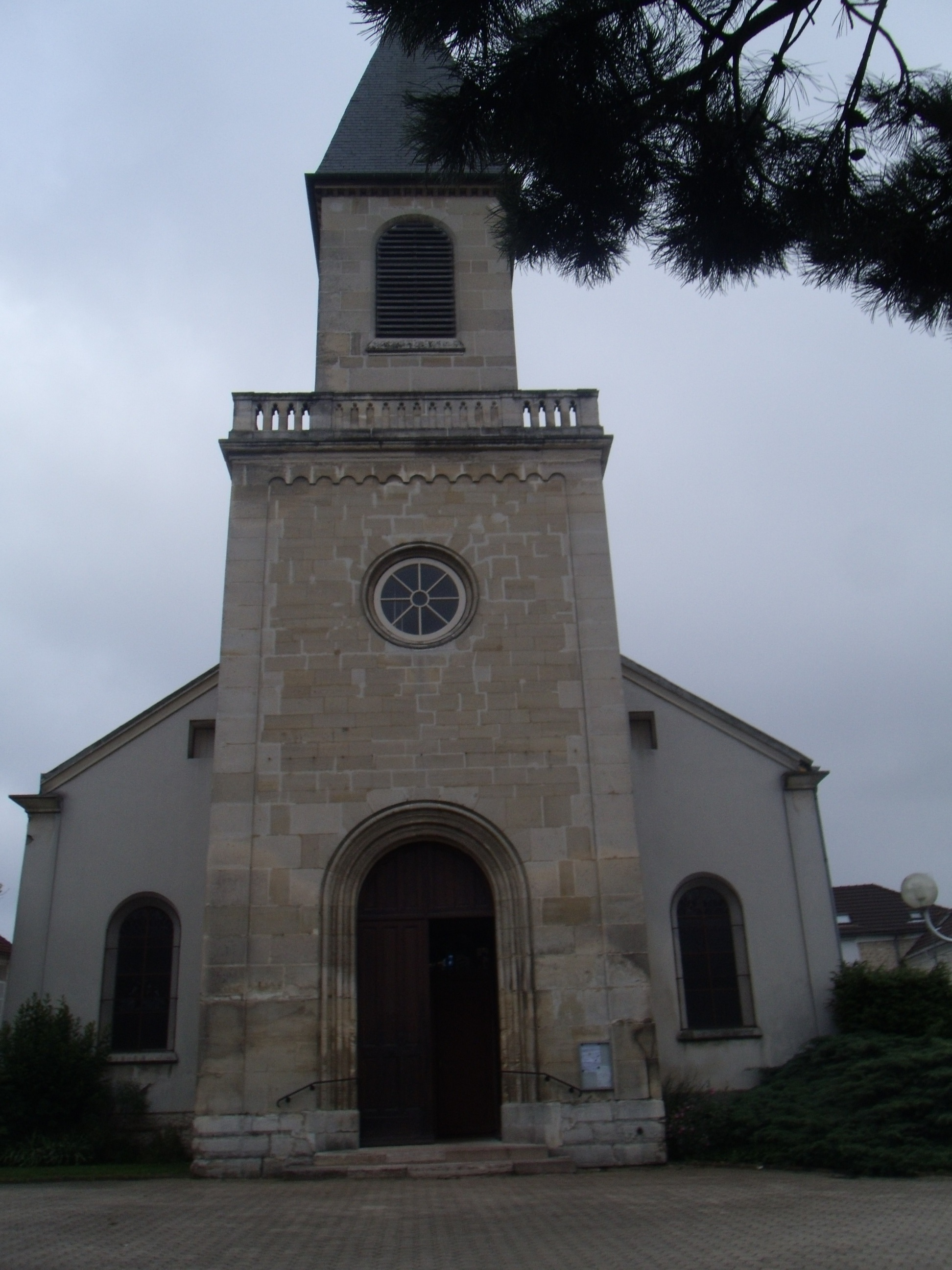
Église Saint-Jean-Baptiste

- Église Saint-Jean-Baptiste, place de la Mairie.

Elle est reconstruite en 1852 pour remplacer un édifice datant probablement du XIIIe siècle qui menace   ruine. De l'église primitive proviennent vraisemblablement deux reliques contenant l'une des fragments de cheveux attribués à saint Jean Évangéliste, l'autre un reste de tissu ayant revêtu saint Jean Baptiste, ainsi qu'un baptistère en pierre.
- Mairie-école édifiée de 1899 à 1902, 42 bis rue Victor-Hugo[50].
- L'Usine de Pierrelaye, construite au XIXe siècle, pendant les travaux de prolongement du réseau de traitement des eaux usées, elle est alors destinée au relèvement à l'époque d’une partie des eaux d’égouts nécessaires à l’irrigation de 1 200 hectares de culture, appartenant à la ville de Paris[51].

### Personnalités liées à la commune
- Léon Germain Pelouse (1838-1891), peintre paysagiste français de l'École de Barbizon y est né.
- Stéphanie Frappart (1983), arbitre de football a passé son enfance à Pierrelaye[52].